# Vana-Nurtu
Vana-Nurtu est un village de la commune de Märjamaa, située dans le comté de Rapla en Estonie.